# Ananteris carrasco
Espèce
Ananteris carrasco est une espèce de scorpions de la famille des Ananteridae.

## Distribution
Cette espèce est endémique de Bahia au Brésil. Elle se rencontre vers Cocos.

## Systématique et taxinomie
Cette espèce a été décrite par Lourenço et Motta en 2019.

## Publication originale
- Lourenço & Motta, 2019 : « The genus Ananteris Thorell, 1891 (scorpiones: Buthidae) in central Brazil, with description of one new species. » Revista Ibérica de Aracnología, no 35, p. 9-13.